# Cercomonada
Cercomonada es un grupo de pequeños flagelados, ampliamente distribuidos en hábitats acuáticos y especialmente comunes en el suelo. Las células tienen generalmente una longitud de 10 μm, sin ninguna concha o cubierta. Producen filopodios para capturar bacterias, pero no los utilizan para la locomoción, que se produce generalmente deslizándose sobre superficies. La mayoría de los miembros tienen dos flagelos lisos, uno dirigido hacia delante y el otro arrastrándose bajo la célula, insertados perpendicularmente cerca de su parte anterior. El núcleo está conectado a la base de los flagelos y se acompaña por un cuerpo paranuclear característico.
Los estudios genéticos ponen Cercomonada en la base de Cercozoa, un grupo diverso de protistas ameboides y flagelados. Se dividen en dos familias:
- Heteromitidae incluye formas que tienden a ser relativamente rígidas y producen solamente seudópodos temporales.

- Cercomonadidae incluye formas más flexibles, que cuando el alimento es abundante pueden convertirse en ameboides, incluso multinucleadas.

La clasificación en géneros y especies todavía está en revisión.